# موریس بنیشو
موریس بِنیشو (فرانسوی: Maurice Bénichou‎؛ زادهٔ ۲۳ ژانویهٔ ۱۹۴۳ - درگذشته ۱۷ ژوئن ۲۰۱۹) هنرپیشه اهل کشور فرانسه بود. وی متولد شهر تلمسان در الجزایر فرانسوی است. از فیلم‌ها و برنامه‌های تلویزیونی که وی در آن نقش داشته‌است می‌توان به پنهان، سرنوشت شگفت‌انگیز املی پولن، کد مجهول، زمانه گرگ، پاریس و اگر بمیری، می‌کشمت اشاره کرد.

## جوایز
- برنده جایزهٔ لژیون دونور